# Denny Sanford Premier Center
T. Denny Sanford Premier Center är en inomhusarena i den amerikanska staden Sioux Falls i delstaten South Dakota. Den har en publikkapacitet på mellan 10 678 och 13 000 åskådare beroende på arrangemang. Inomhusarenan började byggas den 30 augusti 2012 och öppnades den 19 september 2014. Den är namngiven efter den lokala affärsmannen och miljardären T. Denny Sanford och dennes företagssfär som verkar inom finans och sjukvård. Inomhusarenan används primärt av ishockeylaget Sioux Falls Stampede i United States Hockey League (USHL).